# Chiesa di San Michele Arcangelo (Vallecorsa)
La chiesa di San Michele Arcangelo è la chiesa parrocchiale di Vallecorsa, in provincia di Frosinone, nel Lazio; situata al centro del paese e con davanti la piazza tradizionale, è dedicata all'arcangelo Michele, santo patrono di Vallecorsa.

## Storia
Nel VII secolo i Longobardi, che avevano fondato il ducato di Benevento, vinsero una battaglia nei pressi di Siponto e ne attribuirono la vittoria a san Michele. Si fecero, quindi, diffusori del culto dell'arcangelo, dedicandogli le più belle chiese, effigiandolo sugli stendardi e persino sulle monete. Infatti, è probabile  che precedentemente, dove oggi sorge la chiesa, ci fosse un piccolo tempio in onore di san Michele, il quale veniva invocato nei momenti del bisogno (come in caso di malattie, lotte, pericolo).
La chiesa di San Michele Arcangelo è la più antica della Valle e, dopo una ristrutturazione da parte dei Colonna a causa della guerra, è stata consacrata il 3 maggio 1648 dal vescovo di Fondi Pietro Pinto, come si desume dal bassorilievo al lato destro dell'ingresso, che riporta la scritta «Templum hoc, quod religionis pietas, Beato Michaëli Archangelo, Protectori, Sacravit inclyto, ipse consacravit».

## Descrizione
Della struttura originale della chiesa si hanno poche notizie, ma grazie alla descrizione del vescovo Giovanni Battista Comparini del 1599 si possono avere alcune informazioni, tra cui il fatto che l'abside è rimasta uguale. 
L'architettura religiosa ha subito varie trasformazioni e innovazioni, ma ha mantenuto lo stile gotico originale. La facciata è diversa rispetto a quella precedente, che era tutta in travertino, fatta realizzare dal cardinale Colonna nel 1624, come si può leggere nella pietra scolpita del portale. Dopo la Seconda guerra mondiale, a causa dei disastri procurati dal conflitto, venne avviata un'opera di ricostruzione: in un primo momento nel 1947, dalla ditta Rasile di Roma e successivamente nel 1950, dalla ditta De Blasi di Arce. Oggi, quindi, la facciata è sostenuta da quattro massi di pietra lavorata, da cui spiccano quattro colonne con capitelli di ordine dorico. Al centro si trova una statua di piccole dimensioni di San Michele, il quale con la mano destra impugna una spada, mentre la sinistra è tesa verso la piazza e, quindi, verso il popolo vallecorsano in segno di protezione. Sopra di essa vi è la scritta «Archangelorum Principi devotus populus». 
Presenta, inoltre, un cornicione in travertino che la percorre in lunghezza, da cui si possono ammirare ulteriori quattro colonne di piccole dimensioni, al centro un finestrone e sopra ad esso una conchiglia con la scritta «In Onore di S. Michele Arc. Protettore Principale di Vallecorsa». 
Sulla sommità è presente un timpano ad arco a tutto sesto con, all'estremità, due pilastri in pietra scalpellata; sulla sinistra c'è il campanile, con cuspide a punta, che ospita tre campane: quella di centro, chiamata "la michelina", è la più grande di Vallecorsa. Si possono osservare anche un grande orologio e un castello in ferro con due campanelle. 
L'ingresso alla chiesa è preceduto da una gradinata con al centro lo stemma di Vallecorsa, ovvero tre torri e un cuore.

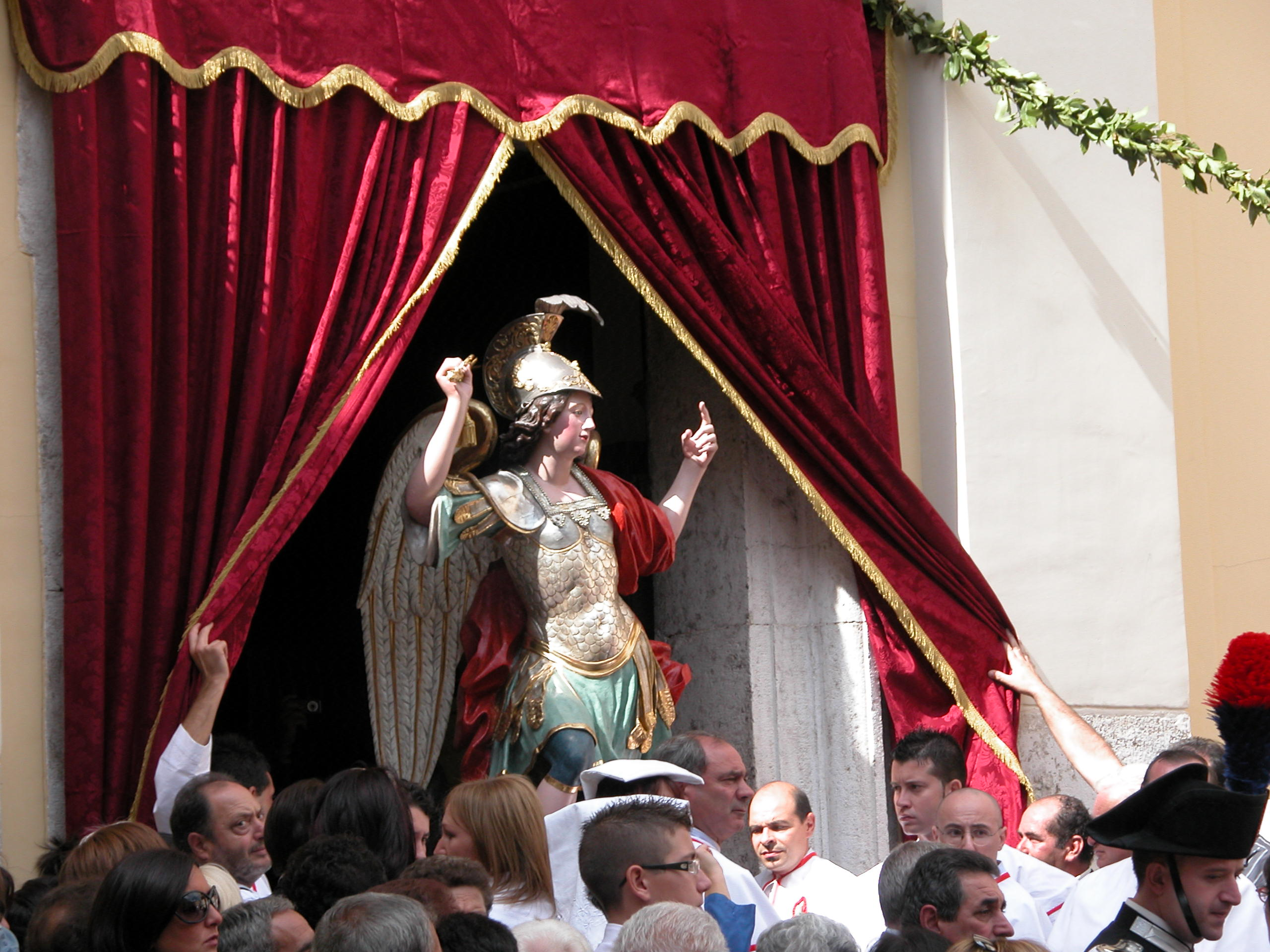
La statua di san Michele presso il portale della chiesa

### Interno
L'interno è a navata unica, con volta a botte. Il presbiterio, che è stato realizzato con uno stile di diverso dall’intera chiesa (molto probabilmente perché creato in un’epoca diversa) è coperto da una cupola decorata da quattro dipinti ovali che rappresentano i quattro evangelisti.
Infine, sullo sfondo, dietro l'altare, si trova una nicchia contornata da marmi, all'interno della quale è situata una statua di san Michele.